# 紅色高棉
紅色高棉（高棉語發音：[kʰmae krɑ.ˈhɑːm]，法語發音：[kmɛʁ ʁuʒ]），又译作赤柬、赤色高棉，由诺罗敦·西哈努克于1950年代提出，最初是对柬埔寨左翼势力的统称，后用于指柬埔寨共产党及其后继者民主柬埔寨党等政党。越南社会主义共和国与民主柬埔寨关系决裂后，称该组织为波尔布特-英萨利集团或波尔布特-英萨利反动集团。该组织活跃末期，曾被美国国务院反恐和反极端暴力局认定为外国恐怖组织。现时柬埔寨王国的执政党柬埔寨人民党承认和该组织同源，但不承认与之存在传承关系，而认为其是“波尔布特-英萨利集团”“篡党夺权”的非法组织。
红色高棉起源于1951年成立的高棉人民革命党，是柬埔寨共产党的前身。1962年，西哈努克宣称发现人民派受外国势力领导的证据并将其解散，自此柬共完全转入地下活动，并在北越军队、越共游击队、老挝巴特寮及中国共产党的支持下逐渐组建起自己的军队。西哈努克的外交政策摇摆，亲苏亲中，与美国先断交后建交，允许越共在柬埔寨活动的同时亦纵容美军轟炸丛林中的越共，导致朗诺等人发动了1970年政变，推翻了西哈努克的统治、建立了亲美的高棉共和国。西哈努克流亡中国，而红色高棉在中共协调下转而支持西哈努克。为清除共产主义势力，美军此后在柬埔寨境内进行了大规模轰炸、造成大量平民伤亡，引起柬埔寨平民不满，红色高棉势力则不断壮大并最终于1975年推翻高棉共和国，与西哈努克联合建立柬埔寨王国民族团结政府并掌握实权。不料1976年，红色高棉就将国名改为“民主柬埔寨”，西哈努克辞职并遭软禁。
一直以来，波尔布特和红色高棉得到了中国共产党以及毛泽东本人的大力支持和援助，同时受到毛泽东思想、文化大革命、斯大林主义等的较大影响。红色高棉在柬埔寨推行农业社会主义，认为城市是滋生罪恶的温床，将大量城市居民驱逐到农村进行建设、并效仿中共政權实行“大跃进”（Maha lout ploh），同时废除货币，禁止宗教信仰，没收一切私有财产，取消城市，拆散家庭，禁止知识和书籍的传播，试图逐步将柬埔寨改造为不分任何阶级的社会。极端的改革导致大规模饥荒，亦不顾缺医少药而强调绝对自给自足，导致数千人丧生于疟疾等可治愈疾病；期间波尔布特还以“大清洗”等名义处决了大量平民以及柬共党内和军队人员。各种原因最终造成约200万人非正常死亡，约占当时柬埔寨总人口的四分之一，史称“红色高棉大屠杀”。
1978年底，越南在苏联支持下進攻柬埔寨，于1979年初扶植建立柬埔寨人民共和國政权，極左的民主柬埔寨很快覆灭，红色高棉退到泰柬边境一带继续对抗越南。1981年12月，波尔布特宣布解散柬埔寨共产党，改组为民主柬埔寨党，并与西哈努克的奉辛比克黨、宋双的高棉人民解放全国阵线组成了抗越的三方联合政府——民主柬埔寨联合政府，因國際普遍不承認「柬埔寨人民共和國」的合法性，中国、美国、泰国等聯合國成員國多數國家支持其继续掌握着柬埔寨的聯合國席位，各方不斷爭執。1989年，越南開始自柬埔寨撤军后，红色高棉、奉辛比克党、高棉人民解放全国阵线、柬埔寨人民共和国四方达成和解，在國際的監督下，于1991年签订《巴黎和平协定》，柬埔寨王國得以恢復，各勢力轉型為政黨選舉競爭，但波尔布特拒绝让红色高棉参加1993年的大选，也拒绝让红色高棉游击队缴械，引发红色高棉内讧。1998年4月，波尔布特死亡，随后乔森潘和农谢带领红色高棉武装向柬埔寨政府投降；1999年3月6日，塔莫克在泰柬边境被柬埔寨军方抓获，标志着红色高棉势力的覆灭。21世纪以来，部分前红色高棉领导人被联合国与柬埔寨共同成立的特别法庭以反人類罪、种族灭绝罪等判处终身监禁。

## 历史沿革

### 组织创立
1930年2月3日，胡志明在英属香港主持成立了印度支那共产党。
1935年，印度支那共产党在葡属澳门召开第一次代表大会，有来自柬埔寨的党员参加。
1939年，印支共提出建立「印度支那民主共和国联邦」。
1944年，在马德望省成立了反抗法国殖民统治的高棉伊萨拉运动，中央委员会设在曼谷，受泰国共产党与印支共的领导。在柬埔寨国内分为西北区、西南区、东北区、东南区，领导人分别是达春、山玉明、孙希姜、盖莫尼。
1950年4月17日，在马德望省召开了高棉抵抗力量第一次全国代表大会，200余名代表及越盟领导人黎德寿出席，决定成立伊沙拉联合阵线。1950年9月15日成立人民解放临时中央委员会作为临时政府，受印支共南方局领导，主席为山玉明，副主席为杜斯木、绍兴（Sieu Heng，或译暹亨）、朗帕（后改名为姜萨梅）等3人。这四人都是生活在越南南方（湄公河三角洲）的下柬埔寨人。
1951年2月，印度支那共产党第二次代表大会决定将印支共按照越老柬国别一分为三，分别成立越南劳动党、老挝人民党和高棉人民革命党。1950年6月，高棉人民革命党代表大会召开，但没有制定行动纲领，也未选举中央委员会，因而实际上仍受越南劳动党的直接领导。山玉明任高棉人民革命党主席，杜斯木为副主席，党员约有1,000人。
1952年，伊沙拉联合阵线成立了“全国抗战政府”，山玉明任主席，姜萨梅任副主席，伊沙拉军队已改编成高棉民族解放军。
1954年签订《关于印度支那问题的日内瓦协定》后，根据日内瓦协定，法国殖民势力彻底撤出柬埔寨，西哈努克国王成了柬埔寨的实权统治者。越南劳动党为了维持经过柬埔寨东部到南越的人员物资通道，支持西哈努克的中立政策，不许柬埔寨人民革命党暴力革命，以确保柬埔寨政局稳定。柬埔寨人民革命主席山玉明和琉盖莫尼、盖莫尼以下1,015名干部、家属（称为越盟高棉抵抗人员）在越南劳动党的要求下撤退至越南民主共和国，绍兴和杜斯木等则没有听从越南的指令，留下来转入地下领导国内的党组织，期间曾成立合法政党人民派作为掩护机构，以人民派的名义于1955年、1958年先后两次参加大选，都落败。
1960年9月30日至10月2日，柬埔寨国内的党组织在金边火车站一名工人家中秘密召开高棉劳动党第一次全国代表大会。会议背景是在西哈努克的压力打击下，负责农村工作的中央书记绍兴1958年叛变投靠了朗诺，全国党组织遭到大破坏，党的中央领导只剩下杜斯木一人。会议决定党改名为高棉劳动党；金边党委领导人农谢、波尔布特、英萨利等被选入党中央领导层，大会选出了以杜斯木为书记，农谢为副书记、波尔布特为常委的中央委员会，分工农谢负责农村工作，波尔布特负责城市工作；选出中央委员8人，候补中委2人。会后，农谢代表柬党新的领导集体，秘密潜入南越丛林根据地向越南劳动党南方局汇报。开始创办党刊《革命旗帜》、《革命青年》。《革命旗帜》后来改名《红旗》。

### 波尔布特出任总书记
1962年2月18日，高棉劳动党书记杜斯木上街在杜尔多布（Thuolthomphong）市场买茶叶，顺便给孩子抓药时被捕，在金边近郊的斯登棉吉的一个寺庙Cangkran Daphrom被开膛杀害。由波尔布特继任。在1962年大选前夕，西哈努克宣称发现人民派受外国势力领导的证据并将其解散，自此柬共完全转入地下活动。
1963年，高棉劳动党召开三大，选举波尔布特为中央书记，农谢为副书记。1963年8月，西哈努克断绝与越南共和国的外交关系。1963年11月西哈努克宣布停止接受美国援助。1965年5月西哈努克宣布断绝与美国的外交关系，并允许中苏等国用柬埔寨的海港向南越的越共转运物资。这种局势下，越南劳动党禁止柬埔寨国内任何武力反抗西哈努克政权的活动。
1966年，波尔布特在禄宁主持中央委员会特别会议，将高棉劳动党改名为柬埔寨共产党。波尔布特率领柬共中央从金边市内的地下状态转到腊塔纳基里省的丛林为大本营。
1967年4月，马德望省三洛乡农民反征税自发暴动遭镇压；1967年底，威加山农民自发暴动被镇压。农谢等人决定实施军事斗争与政治斗争相结合，在条件成熟的地方建立秘密武装。为此，越南劳动党南方局书记阮文灵召见农谢，要求不能在柬埔寨东部的柬越边境一带建立武装，只能到柬西部的边缘地带去，而且只有在柬埔寨国内发生了政变后该武装才能公开。1960年代，在北越军队、越共游击队及老挝巴特寮的支持下，红色高棉在柬埔寨东部的丛林中慢慢组建起自己的军队，1968年1月17日柬共组建柬埔寨革命军。
1969年3月起，美军开始空袭柬埔寨境內越共基地，导致数十万平民的牺牲以及200万难民的产生。柬埔寨政府纵容美军对丛林中的越南势力进行追击，红色高棉成为柬埔寨王国政府的敌人。
1970年3月18日，亲美的柬埔寨右翼势力朗诺、施里玛达等趁诺罗敦·西哈努克在国外访问期间发动政变，建立高棉共和国，政变后西哈努克由莫斯科飞到北京并得到中国对其合法地位的继续承认和支持。1970年4月，美軍和南越政府軍入侵柬埔寨南部。同年5月5日，西哈努克正式和红色高棉结成柬埔寨民族统一爱国阵线抗美救国，并担任阵线主席，同时柬埔寨王国民族团结政府成立，宾努亲王任首相，乔森潘任副首相兼国防大臣。

### 民主柬埔寨
1970年代初，为清除共产主义势力，美军对柬埔寨境内进行大规模轰炸、造成大量人员伤亡，引起柬埔寨平民的不满，红色高棉的势力不断壮大。1975年4月1日，在红色高棉军队的连续进攻下，朗诺出逃金边。同年4月17日，红色高棉控制了金边，朗诺政权被推翻。虽然柬共领导了对抗朗诺政权的革命，但直至仍长期隐瞒自身的存在，对外仅自称“革命组织”（អង្គការ បដិវត្តន៍，angkar padevat），或简称“安卡”（អង្គការ，Angkar，意为“组织”），故而外界以“红色高棉”来指代这一股神秘的共产主义势力。其许多高层领导人的身份不公开，上级决策者被称为“安卡勒”（អង្គការលើ，Angkar Leu，意为“上级组织”），甚至连内部文件都以化名来称呼领导人，如宋成称“乔同志”、沙洛特绍（波尔布特）称“波尔”或“一号兄弟”等。在红色高棉上台执政后，曾一度奉西哈努克为名义上的国家元首，来达到隐藏自身存在的目的。1977年，柬共总书记波尔布特才公开承认柬共的存在。

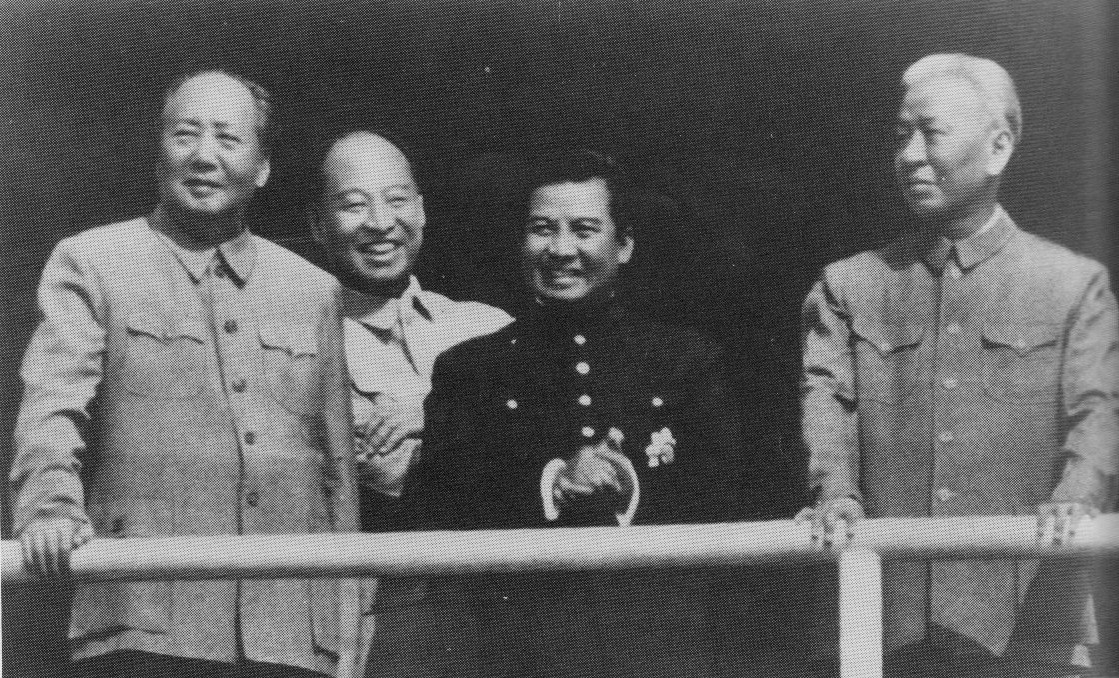
从左至右：毛泽东、彭真、西哈努克和刘少奇（1965年）。

一直以来，波尔布特和红色高棉得到了中国共产党以及毛泽东本人的大力支持，同时受到了毛泽东思想、文化大革命、斯大林主义等的较大影响。据统计，仅在1975年，中共就向红色高棉提供了至少10亿美元的无息经济和军事援助以及2000万美元的“礼物”，此后毛泽东亲自接见了波尔布特，中共政治局常委张春桥还亲自访问柬埔寨并进行了“指导”。红色高棉统治的柬埔寨几乎完全依靠中国的外援和技术帮助才得以生存，中方人员帮助柬埔寨重建工厂、修复基础设施，同时也提供了军事援助。有学者估计，在红色高棉获得的外国援助中，中国提供的至少占90%。
1976年1月15日，柬埔寨颁布新宪法，改国名为民主柬埔寨，全国人民代表大会为最高权力机关。1976年4月11日到13日召开柬埔寨第一次全国人民代表大会，由250名代表参加。代表大会选举农谢为全国人大常务委员会委员长，努刚（Nguon Kang，又名塔莫）为第一副委员长，波苏（Peou Sou）为第二副委员长，接受诺罗敦·西哈努克亲王的退休要求，授予诺罗敦·西哈努克亲王以伟大的爱国英雄的称号；任命了民主柬埔寨国家主席团：主席乔森潘、第一副主席索平、第二副主席宁罗。任命了民主柬埔寨政府：总理波尔布特、负责外交的副总理英萨利、负责经济的副总理温威、负责国防的副总理宋成、新闻和宣传部长符宁、卫生部长秀臣、社会事务部长英蒂丽、公共工程部长笃澎、文化教育部长云亚等。
此时，柬共中央常委为波尔布特、农谢、索平、英萨利和温威。波尔布特为中央书记，农谢为副书记，索平为第二副书记。中央委员10人，除常委外还有宋成和切春二人，以及1975年选入的乔森潘、宁罗、盖博等。1978年，温威和宁罗被清洗处决，索平自杀。

### 衰败终结
自1977年起，柬埔寨与越南不断发生边界冲突，双方军队都互相侵入对方的领土。由于来自越南的威胁，红色高棉加强了对所谓“越南特务”的内部搜查，导致大量无辜人员被肃清。部分红色高棉人士逃往越南，组建柬埔寨救国民族团结阵线，声讨“波尔布特-英萨利集团”。但红色高棉与中国的关系较为牢固，1977至1978年间，波尔布特、宋成等红色高棉高层访华，而时任中国国务院副总理陈永贵、人大副委员长邓颖超也曾访问柬埔寨。
1978年5月，巴祝大屠杀激化了柬越矛盾。同年，红色高棉曾任师长、省委书记的高层领导人韓桑林因成為政治清洗對象而逃往越南，并与倒戈的红色高棉士兵组成反波尔布特的柬埔寨民族团结救国阵线。
1978年11月3日，苏联和越南签订《苏越友好合作条约》，支持越南在印度支那半岛的扩张。同年12月25日，越南向柬埔寨发动大规模的入侵，柬越战争開始。红色高棉声称越南军人假扮成平民，对柬国内的越南人进行无差别屠杀。1月7日，越南军队攻佔金边，建立韩桑林政权（柬埔寨人民共和國）。被软禁的西哈努克在金边被占领的前几天被红色高棉释放，派往美国在联合国大会上对越南的侵略进行申诉。由于加拿大、中国、英国、美国、羅馬尼亞、泰國以及其他东盟国家的外交影响，越南建立的傀儡政权柬埔寨人民共和国未能在联合国取得席位，而红色高棉得以保留在联合国的席位。
1981年12月8日，柬共宣布“自动解散”，并与西哈努克的争取柬埔寨独立、中立、和平与合作民族团结阵线和宋双的高棉人民解放全国阵线组成了抗越的民主柬埔寨三方联合政府。1985年，波尔布特、农谢宣布退休。但实际上柬共仍然存在，这些“退休”的人物仍然控制着红色高棉的运作。紅色高棉控制泰柬邊境附近地區近十年。他們受到泰國軍隊的非正式保護，而資金大多來自走私宝石及木材。
1989年9月，在苏联戈尔巴乔夫改革政策及国内不景气的经济形势压力下，越南被迫开始从柬埔寨撤军。1992年，在联合国调解下，柬埔寨冲突各方签订和平协定。自2月起，联合国陆续派出2.2万工作人员，花费近28亿美元帮助柬埔寨实施和平协定。而作为协定签字方之一的红色高棉却拒绝与联合国合作，宣布抵制大选，使其陷入全面孤立状态。1993年9月，柬埔寨颁布新宪法，恢复君主立宪制，并恢复国名柬埔寨王国，此后曾支持过红色高棉的中国、美国、泰国等国家停止了对红色高棉的支持和援助，红色高棉也在1993年失去了在联合国的席位。1994年7月7日，柬埔寨王国国会宣布红色高棉为非法组织。柬埔寨政府试图用和平谈判的方式让红色高棉放下武器，西哈努克开出了给予投诚的红色高棉领导人特赦的条件。
1996年8月，英萨利因在财务分配上和波尔布特等发生冲突而率其控制的几个红色高棉精锐师向政府军投降，红色高棉失去了拜林这个重要的军事和经济基地，同时也拉开了红色高棉全面瓦解的序幕。在柬埔寨政府的军事压力和政治攻势下，红色高棉官兵开始厌战思乡，开始逃离。到1997年5月，红色高棉已丧失了近80%的作战部队。6月，民柬国民军总司令宋成密谋投诚，波尔布特得知后派人枪杀宋成夫妇及其8个子女，并用卡车碾压尸体。引起众怒，波尔布特随后被塔莫抓获，公审后被判处终身监禁。1997年10月8日，美国政府将红色高棉认定为恐怖组织。
1998年4月15日，波尔布特死于心脏病。同年12月25日，乔森潘和农谢在拜林宣布向金边政府投降。1999年3月6日，红色高棉四号人物塔莫于泰柬边境附近被柬埔寨军方擒获，最终导致红色高棉在1999年12月解散。1999年10月8日，因红色高棉势力已经基本灭亡，被美国国务院从恐怖组织名单上除名。

## 主要领导人
在紅色高棉管治時期（1975年—1979年），该组织的主要领导人如下：
1. 波尔布特（1925年5月19日－1998年4月15日）：原名沙洛特绍，柬埔寨共产党中央委员会总书记，1976年至1979年间出任民主柬埔寨政府总理。
2. 农谢（1926年7月7日－2019年8月4日）：柬埔寨共产党中央委员会副书记、民主柬埔寨全国人民代表大会常务委员会委员长。
3. 塔莫克（1924年－2006年7月21日）：原名切春，又名努刚，柬埔寨人民代表大会常务委员会第一副委员长，1978年接替被清洗的索平任柬埔寨共产党中央委员会第二副书记，波尔布特死后红色高棉最後的領導人，西南區書記。
4. 英萨利（1925年10月24日－2013年3月14日）：柬共中央常委，民主柬埔寨负责外交事务的副总理。
5. 宋成（1930年6月12日－1997年6月10日）：柬共中央候补常委，1978年接替被处决的温威任常委，民主柬埔寨负责国防事务的副总理，1997年被处决。
6. 乔森潘（1931年7月27日－）：柬共中央委员，民主柬埔寨國家主席團主席（国家元首），後接替波尔布特出任總理。
7. 符宁（1932年7月25日－1977年7月6日）：柬共中央委员，新闻部长，1977年在S-21集中营被处决。
8. 胡荣（1930年－？）：柬共中央委员，内政部长／合作社部长。
9. 云亚（1934年－1997年6月15日）：宋成之妻，文化教育部长，1977年接替符宁出任新闻部长，1997年被处决。
10. 盖博（1934年－2002年2月15日）：柬共中部大区区委书记兼大区为人民服务委员会主席。1979年12月任民主柬埔寨国家军队最高委员会副秘书长，1997年投奔柬埔寨王家军队。
11. 英蒂丽（1932年3月10日－2015年8月22日）：英萨利之妻，波尔布特首任夫人乔帕娜莉的妹妹，民主柬埔寨社会事务部长。
12. 康克由（1942年11月17日－2020年9月2日）：S-21集中营营长、琼邑克灭绝中心负责人。

波尔布特、英萨利等曾在法国留學，受法国共产党影响接触马列主义。其中乔森潘和胡荣在法国取得了博士学位，他们和符宁一起被称为柬共三大知识分子。

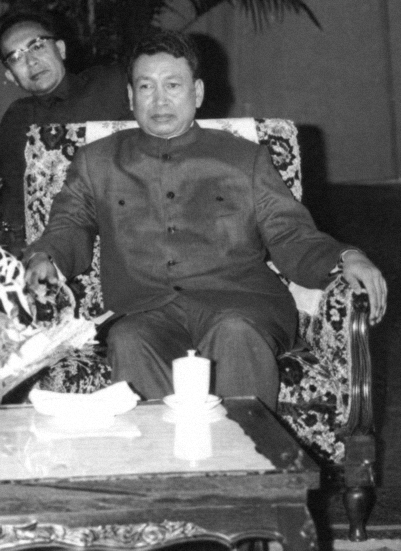
波尔布特
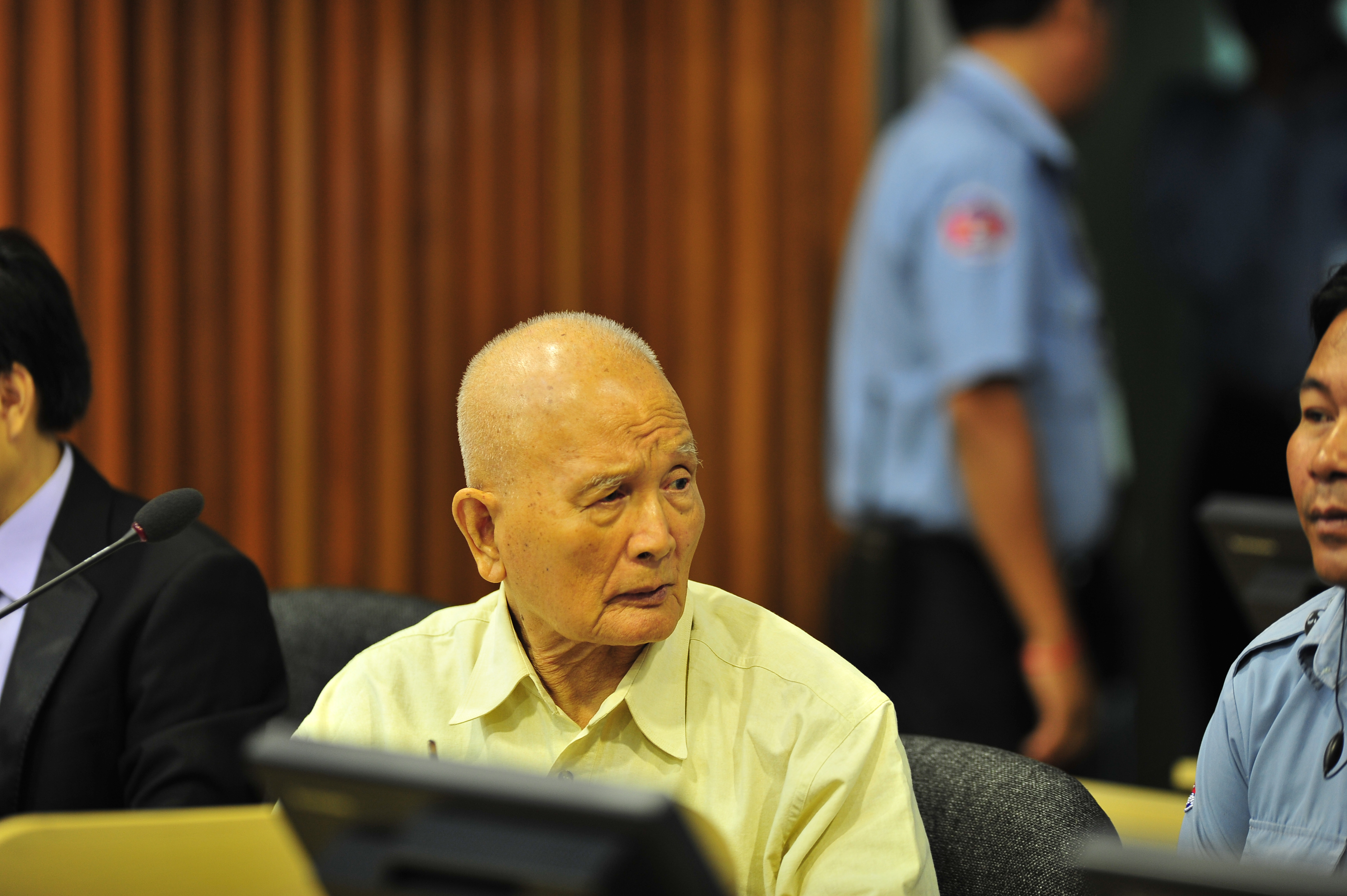
农谢
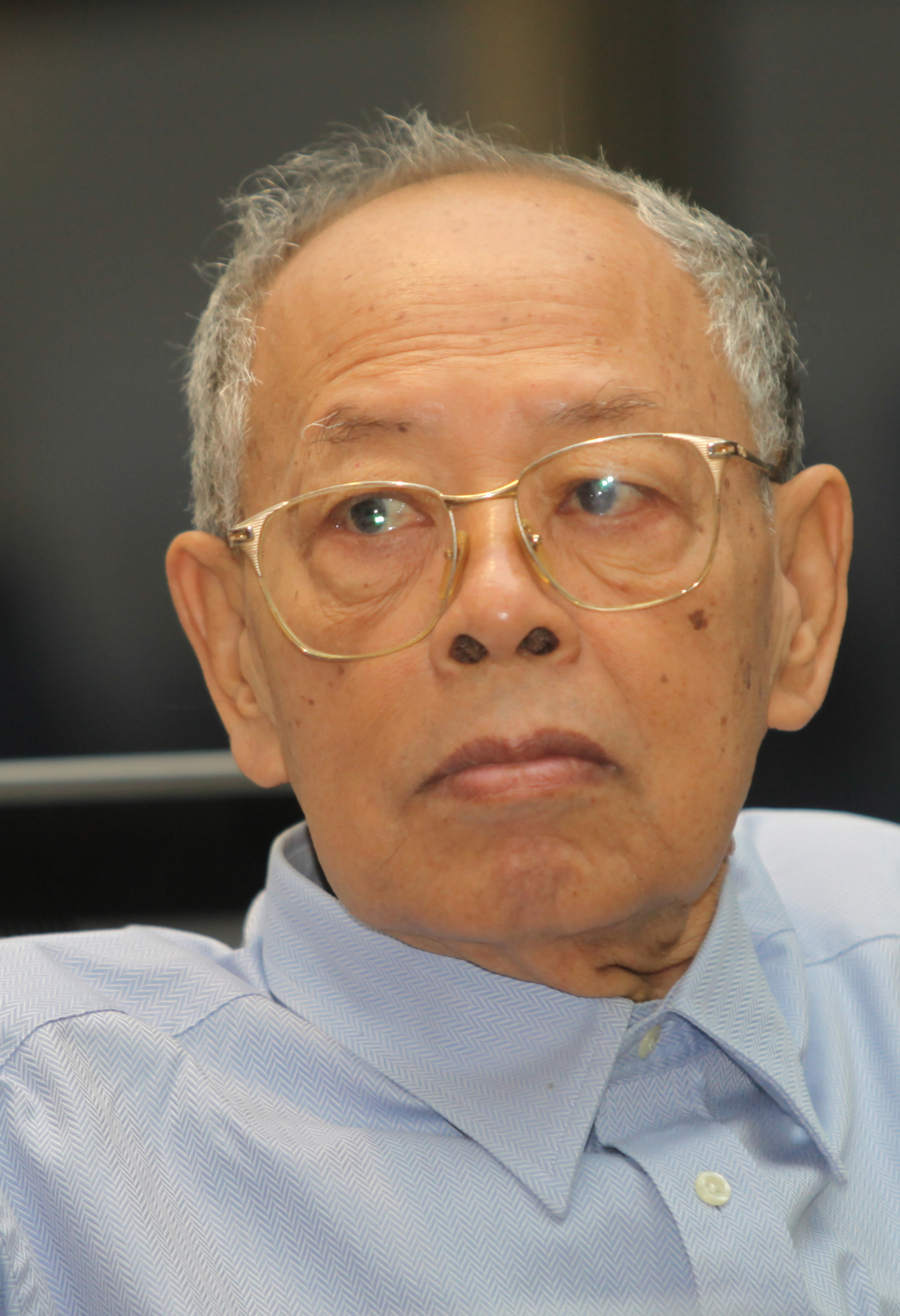
英萨利
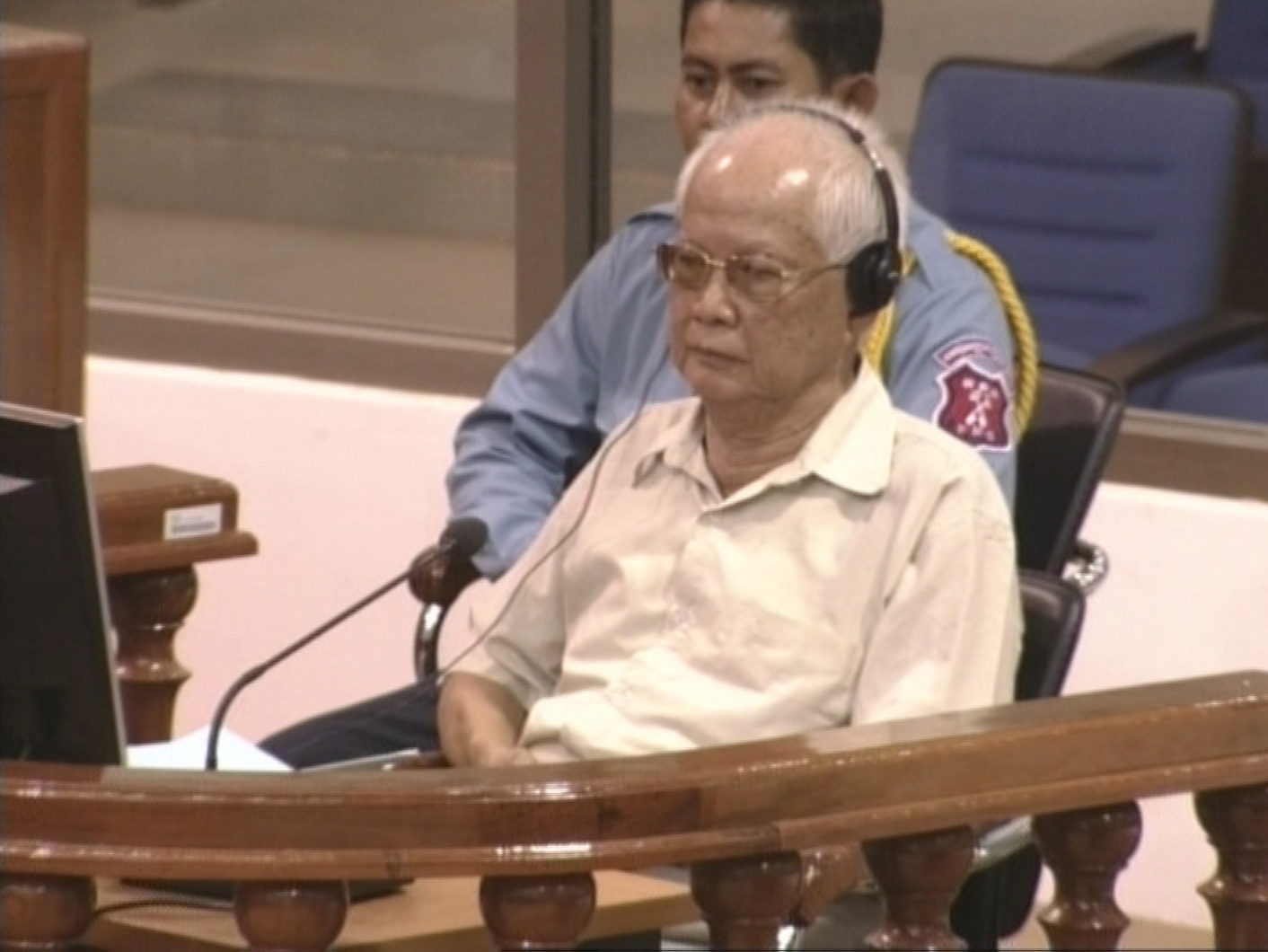
乔森潘
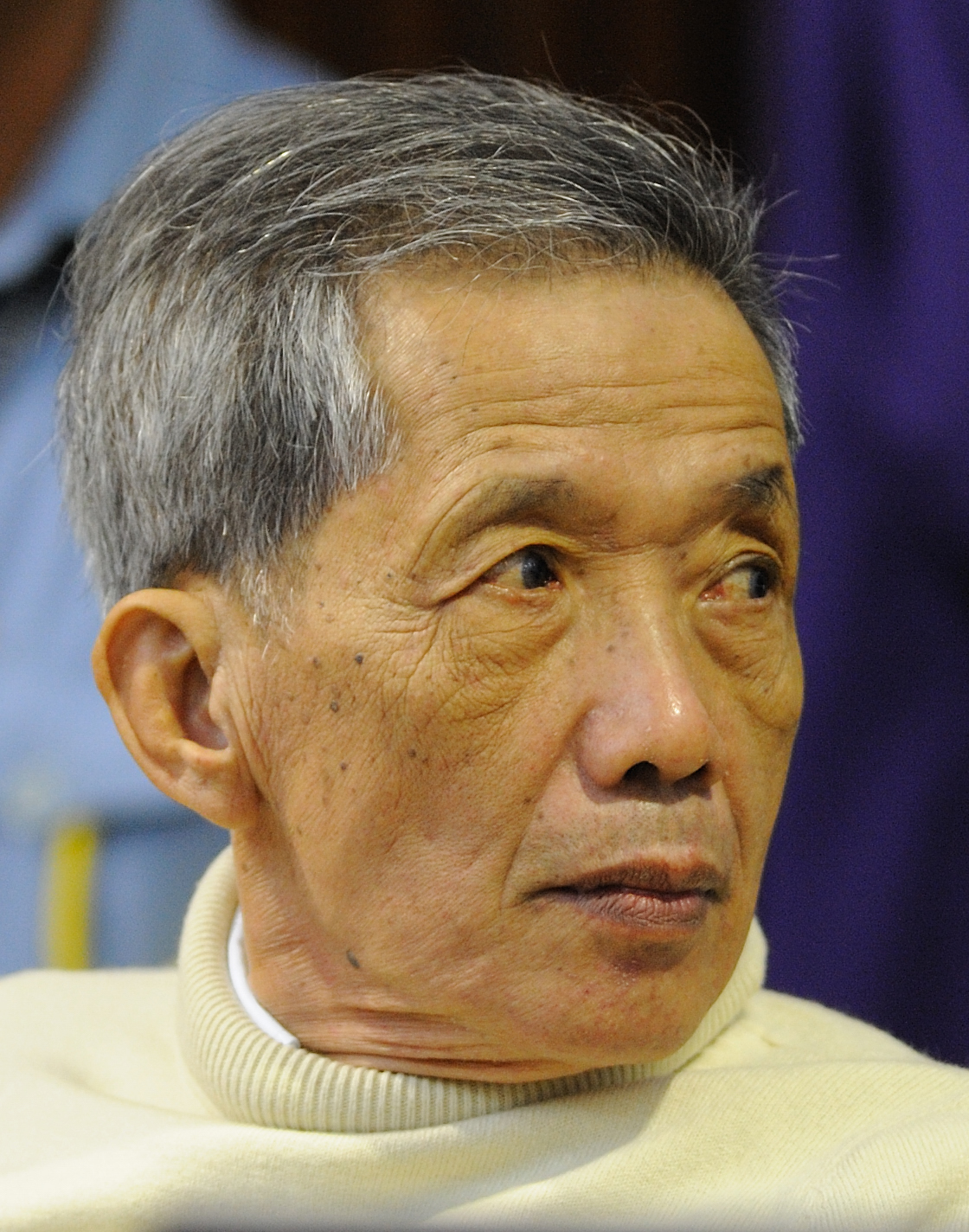
康克由

## 意识形态
红色高棉是极左翼的组织，信奉马克思列宁主义思想，这个事实至1977年时受波尔布特承认。在马列主义思想基础上，红色高棉受到无政府主义、高棉民族主义、上座部佛教教义，尤其是斯大林主义和毛泽东思想的影响，形成了自身独特的一套意识形态。该组织认为高棉人是高贵的种族，声称自己是“吴哥儿女”，宣扬柬埔寨自身固有的伟大，不断重申吴哥的辉煌历史。红色高棉对一些异族人进行有计划地屠杀，尤其是针对越南人和泰国人，越南与泰国在历史上长期被柬埔寨视为敌人。宗教方面，红色高棉奉行国家无神论政策，对基督徒、佛教徒、穆斯林进行广泛的镇压。
与同时期其他共产党不同的是，柬共反对个人崇拜，他们认为英雄的生命短暂，但“革命组织”可以永葆生机。红色高棉在组织内部强调自我纯化，不断寻找思想不纯的成员并对其进行肃清。

## 对内政策
紅色高棉执政期间，試圖逐步將柬埔寨改造為無分任何階級的社會。

### 经济
经济上，紅色高棉试图将全国人口集中到农村，大力发展农业生产，将农产品出口到国外以获取外币购买农业机器，再投入到农业中去，等到资本积累到一定程度再进行工业发展。但由于内部管理问题，造成农业生产指标过高，产生类似中国大跃进时期的情况：中层领导为完成上级任务，谎报情况并过度收缴粮食，引发全国性饥荒。这样就造成紅色高棉一方面出口粮食，另一方面国内饥荒的奇怪现象。原有的城市居民本身就不适应农村劳动，加上饥荒，发生大规模的死亡。

### 政治
政治上，红色高棉实行高度管制及清洗。国民被分为“旧人”和“新人”，“新人”必须通过改造才能获得新生。政府限制国民的活动，稍有违反即可能被处死。货币被取消，人民於农业合作社內劳动，並禁止在公共食堂以外取食。更有人因身体太弱不适合劳动被杀。
1977年9月，波尔布特第一次拿起国家广播电台的麦克风，进行了一场长达5个小时的演讲，主题思想是反对国内外一切反动势力，将革命进行到底。柬埔寨国民，包括许多红色高棉的中高级干部，都是第一次听到自己领袖的声音，许多人甚至是第一次听到波尔布特这个名字。之前，他们只知道统治他们的是“安卡”（Angkar，意为“组织”）。

### 社会
政策包括废除货币、宗教；没收私有财产；取消城市，拆散家庭；关闭银行、学校、医院、工厂、寺院；视知识为罪恶，禁用书籍和印刷品；只唱革命歌，跳革命舞，穿革命服装，严禁西方文化传播；禁止讲外语；将几乎所有民众加入农业合作社；夫妻被分开（私自過男女生活者處死），一个星期只能见面一次。禁止用刀叉或筷子，只能徒手進食。

## 大屠杀

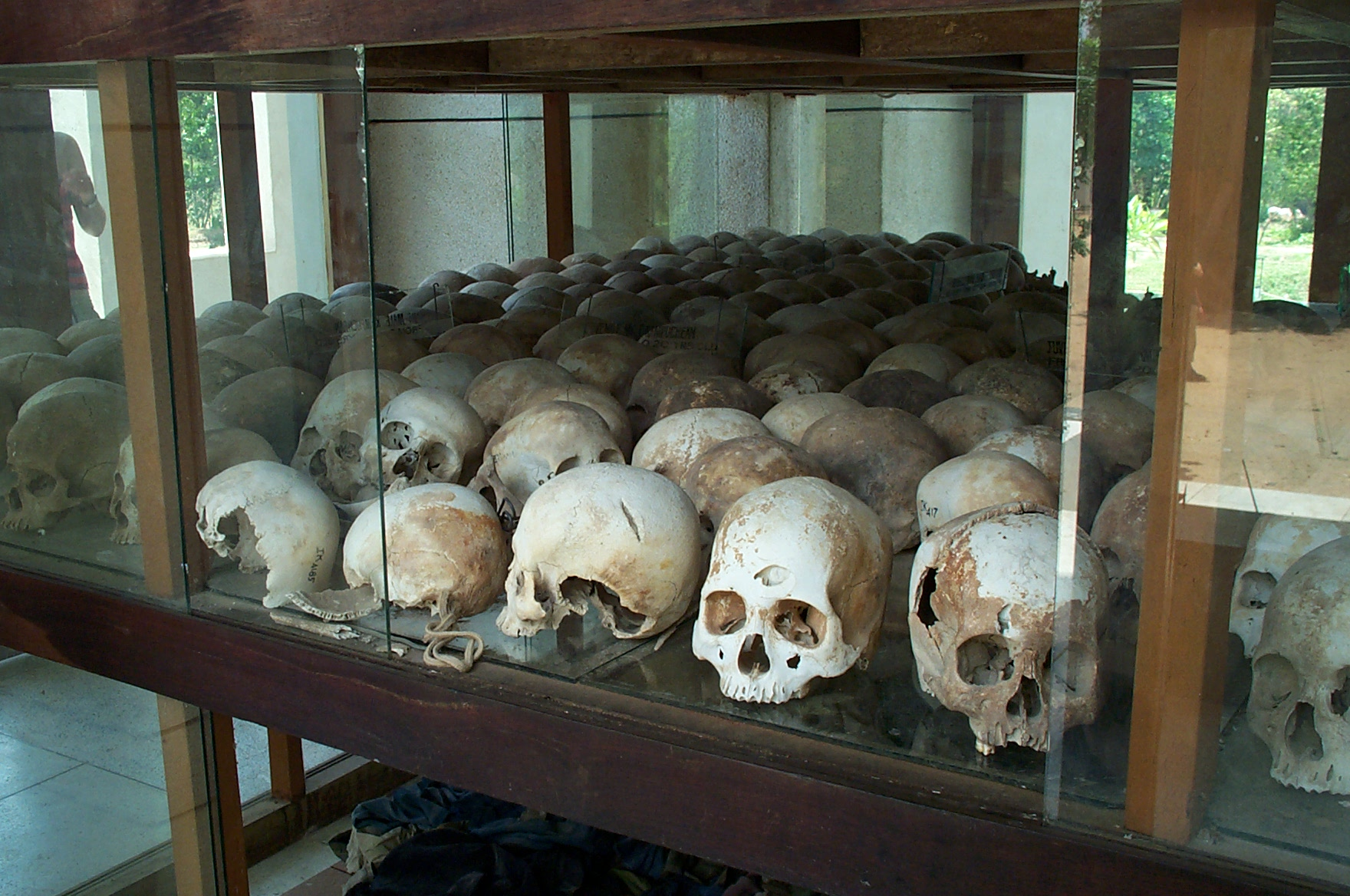
吐斯廉屠杀博物馆的红色高棉受害者头骨

據不同的統計，紅色高棉管治期间的死亡的柬埔寨人估计多达200萬。据柬埔寨历史资料收集中心报告，他们在美国、澳洲、荷兰三国的协助下，在全柬170个县中的81个县进行了勘察，在9,138个坑葬点，发掘出近150万具骷髅。法国学者让·拉库尔特發明“自我屠殺”一词来形容紅色高棉。造成大屠杀的原因是由以下几个因素形成的：

### 强制迁移
早在1973年，波尔布特与农谢等就决定在解放金边后把全城300万人口疏散到农村，以解决粮食问题，并观察美国或越南是否会插手柬埔寨。1975年4月17日，波尔布特藉口美軍即將空襲金邊，将首都居民疏散至鄉下，並以三日後將可以返回為由，要求居民不必帶任何財產。所有居民被迫紧急撤离，部分不愿意的人被军队槍殺，一些没有能力离开的人如残疾者被遗弃。三天时间内金边由原有300万人口变成几万人，撤离过程中造成大量無辜百姓伤亡。

### 政治清算
红色高棉的政治清算和镇压的对象主要是前朗诺政权的军政人员，包括一般士兵、警员、消防員和公务员，也包括朗诺政变前的王室成员。处决方式一般是用卡车将大量此类人员运至某个地点，用棍棒、斧頭、鋤頭、榔頭、十字镐、圓鍬、鐮刀、弯刀等各種農具打死或是直接枪决。

### 强制劳动
幸存的城市遣散的人员往往和农民一起被迫从事修筑水渠、农田和道路的工作。由于经济状况的恶化，粮食和生活物资缺乏保障，大量的人口在这种强制劳动下死亡。

### 内部清洗
红色高棉对自身组织的“纯洁”追求近乎偏执，波尔布特喜欢用细菌来形容党内的异己思想，“它们”无处不在，所以党的眼睛必须时刻睁开。红色高棉从一建国开始就以肃清亲越分子（高棉身越南心）、蘇聯克格勃间谍、美国中央情报局特务和新混入党内的异己分子为藉口开始了内部清洗。在1975年10月宣布的民族阵线的13个领导人中，有5个在1977年的清洗中被处决，包括内政部长胡荣、两任商务部长、新闻和宣传部长、国家主席团第一副主席等等。各大区的党政军领导人被处决的更多。
1976年9月20日首先开始对东北大区的清洗。东北大区书记奈沙朗（Nay Saran，别名Yan）、盖敏（Kev Meas）、盖莫尼（Kev Mony）相继被捕。这些人都是原印度支那共产党成员。
1976年底到1977年初，农业部长农笋（Noun Suon）、商业部长贵敦（Koy Thun）、建筑部长笃澎（Thuch Pourn）等先后被捕。1977年3月，蒲才（Phouk Chhay）被捕。1977年4月文化与新闻部长符宁被捕。
由於1977年底在柬越边界冲突中失败，1978年1月底到2月间，由宋成负责对东部大区展开行清洗，400名干部被捕。1978年5月西南区领导人塔莫负责清洗东部大区，东部大区书记索平开枪自杀，数千东部大区的部队逃入森林，越界逃入越南。1978年7月就处决了万余人。而在金边郊外建立的S-21集中营，主要用来进行内部清洗。
1978年秋，主管经济的副总理温威被清洗处决。

### S-21集中营
当上百万柬埔寨人在集体农庄裡慢慢走向死亡，另外一些人和他们的家属则被贴上政治犯的标签，在红色高棉的审查中心里面临更为直接的恐怖。所有这些审查中心中，最著名的是S-21集中营，这是金边郊外的一栋砖石结构的法式建筑，以前是一所中学。
S-21集中营全称第21号保安监狱。1975年至1979年间，据估计有14,000至15,000人被囚禁在S-21集中营（部分人相信总数超过20,000人）。该集中营的犯人从柬埔寨全国选送而来，前期的犯人主要是朗诺政权时期的政府官员、军人以及学者、医生、教师、僧侣、藝人等，后期的犯人主要是红色高棉政权的党员、士兵甚至一些高级官员，如外务部副部长沃维、新闻部长符宁等，囚禁者中仅有7人幸免于难。
大部分进入S-21的人实际上是无罪的。S-21的运作模式是，首先抓住一批“叛徒”，然后用酷刑逼迫他们承认他们的罪行。因为不认罪是不被接受的，即使是最忠诚的红色高棉黨員也会最终承认他们为美国中情局做间谍、当越南共產黨的走狗、暗中反对党中央，甚至是非礼幼女。接下来，他们被要求供出同党的名字，然后犯人们以及他们的家人会被带往琼邑克灭绝中心用鋤頭、鐮刀等農具或槍決杀害。而被招认的同党又有了新的罪名，于是再被带进来，重复这一过程。
1979年越南人民军攻入金边后发现S-21集中营并公之于众，且只发现7名幸存者。

## 后续

### 社会影响
部分柬埔寨人在紅色高棉统治之前已逃到鄰近國家的難民營，而未能逃亡的則一直在農地工作直至越軍到来，他們随后也被送往難民營。不少人越境進入泰國尋求庇護，之后被准許前往美國、法國、加拿大、澳大利亚等國家定居。
1990年代，柬埔寨的人口及經濟上已大致恢復到红色高棉统治前的狀態，但红色高棉的恐怖统治仍是柬埔寨人心中的阴影。经过赤柬统治后的柬埔寨人口年龄偏低，据统计在2003年，有四分之三的柬埔寨人對赤柬的历史毫不了解，新一代的年轻人對赤柬的认识多從老一輩的口述中得知。2009年，柬埔寨教育部要求柬埔寨高中开始教授红色高棉历史。
越軍擊敗赤柬後，S-21集中营負責人康克由曾試圖銷毀据传为有關赤柬暴行的文件，但仍留下近10萬頁未能銷毀，另有10萬頁推測藏在宋先生前的居住地。不少赤柬政權前領導人均住在拜林市或匿藏於金邊，他们都对大屠杀表示道歉，但都坚称自己“毫不知情，没有责任”。

### 特别法庭审判
1997年，柬埔寨當地政府成立了審判赤柬委員會，該小組由300多人組成，在法律及司法架構上以戰爭罪、群體滅絕罪及反人類罪起訴及審判仍活著的赤柬領導人。
2007年，由联合国与柬埔寨共同组建的柬埔寨法院特别法庭陆续逮捕了农谢、英萨利及他的夫人英蒂丽以及乔森潘，加上已于1999年被捕的康克由，构成了特别法庭的主要被告。
2009年1月，柬埔寨民众在首都奥林匹克体育场庆祝红色高棉滅亡30周年，感谢越南拯救柬埔寨人民于屠杀与饥荒。2009年2月18日，特别法庭开庭提审康克由，拉开审判前红色高棉成员及主要领导人的序幕。
2010年7月26日，特別法庭以戰爭罪、反人類罪、酷刑和謀殺罪判處紅色高棉統治柬埔寨期間S-21集中营的監獄長康克由35年監禁；2012年2月3日，特別法庭驳回其上诉，改判为无期徒刑。
2014年8月7日，柬埔寨红色高棉前高官农谢、乔森潘因战争罪和反人類罪被判终身监禁。2018年11月16日，农谢及乔森潘再被依种族灭绝罪被判無期徒刑，這也是40年來赤柬大屠殺首次被認定為種族滅絕行為。

### 著名受害者
- 春迈
- 万纳

### 相关电影
- 紫雨風暴（吳彥祖、甘國亮、周华健、何超儀等主演，讲述香港警方与企图使用生化武器制造恐怖袭击的红色高棉残余分子的斗争）
- 战火屠城
- S-21：红色高棉杀人机器
- 遺失的映像
- 他們先殺了我父親：柬埔寨女孩的回憶
- 紅色高棉：失落的搖滾樂

## 外部連結
- Yale University: Cambodian Genocide Program （页面存档备份，存于） 耶鲁大学：柬埔寨大屠杀
- 联合国--柬埔寨特别法庭 （页面存档备份，存于）
- 红色高棉图片
- 凤凰视频：红色高棉
- 以革命的名义：红色高棉大屠杀揭秘 （页面存档备份，存于）
- 人民网
  - 读书频道：红色高棉：空前绝后的恐怖执政
  - 文史频道：“血魔”红色高棉的咆哮：开创“彻底共产主义”！
  - 文史频道：写实《杀戮之地》：“红色高棉”血洗柬埔寨
  - 文史频道：1979年逃离红色高棉：中国援柬专家亲历剧变 （页面存档备份，存于）
  - "杀人政权"红色高棉究竟有多残酷？ （页面存档备份，存于）